# Det nye paulusperspektiv
 Der er for få eller ingen kildehenvisninger i denne artikel, hvilket er et problem. Du kan hjælpe ved at angive troværdige kilder til de påstande, som fremføres i artiklen.

Det nye Paulusperspektiv henviser til et skift inden for Paulusforskningen. Det begyndte med amerikaneren E.P. Sanders, der 1977 udgav bogen Paul and Palestinian Judaism. A Comparison of Patterns of Religion. 1983 blev bogen undersøgt af skotten J.D.G. Dunn i en artikel med titlen "The New Perspective on Paul" og herved blev den nye retning og de nye fokusområder i Paulusforskningen født.
Retningen i anskuelsen af Paulus er et opgør med den dialektiske teologis lære om samme. Her forsøgte man at lede efter særlige steder, hvor Paulus klart grundlægger kristendommen i en adskillelse fra jødedommen. Det kalder man for et særlighedskriterium. I den nye forskning derimod, søger man at sætte Paulus ind i hans historiske kontekst efter nogle plausible kriterier. Man taler derfor om plausibilitet og kontekstualisering. Det betyder blandt andet at man først må undersøge jødedommen, hellenismen og Paulus' begreb om sig selv som tænker eller teolog, for at kunne sige noget nogenlunde plausibelt om, hvad vi skal sige om brevene og Pauli teologi. Dette viser titlen på Sanders' bog tydeligt: Paulus og palæstinensisk jødedom.